# 劇場型犯罪
劇場型犯罪（げきじょうがたはんざい）とは、あたかも演劇の一部であるかのような犯罪のこと。世間、企業などを舞台とし、犯人が主役、被害者が脇役、警察が敵役、マスメディアの人間や一般人が観客、という構造になっているものが多い。犯罪が行われているにもかかわらず、人々がそれを見世物として楽しむという行動が見受けられるのが特徴である。
劇場型犯罪の元祖は、切り裂きジャックであるといわれる。

## 日本における劇場型犯罪の例
日本での代表例として「かい人21面相」によるグリコ・森永事件がある。犯人らはマスメディアに犯行声明などを送り付けて、捜査を撹乱した。マスメディアは事件を煽情的に報道したが、一部からは「メディアが騒げば騒ぐだけ、犯人の思惑に加担している」との非難の声もあった。「劇場型犯罪」の語はこの事件を評して、評論家の赤塚行雄が命名したとされる。また、同事件と同じくマスメディアが大きく取り上げながら未解決である三億円事件も劇場型犯罪の例としてよく取り上げられる。パソコン遠隔操作事件や黒子のバスケ脅迫事件では、挑発的な犯行声明をメール送信したり、ネット掲示板に投稿するなどして世間から注目されていた。
その他にメディアが報道する中で犯罪行為が繰り返された事例としては、チ-37号事件、青酸コーラ無差別殺人事件、パラコート連続毒殺事件、東京・埼玉連続幼女誘拐殺人事件（宮﨑勤）などがある。また、警察が包囲する中での人質事件の犯行中にメディアが中継していた事例として、金嬉老事件、瀬戸内シージャック事件、あさま山荘事件、三菱銀行人質事件、西鉄バスジャック事件がある。
犯人と目されるが身柄拘束されていない人物に対してインタビューを行うなど、テレビが大々的に取り上げる中で犯罪捜査が進行していくものを劇場型犯罪と呼ぶ場合もある。そのような類の事件としては、別府3億円保険金殺人事件、北九州市病院長殺害事件、富山・長野連続女性誘拐殺人事件、三浦和義事件、和歌山毒物カレー事件、本庄保険金殺人事件が著名である。
警察がメディアに情報を大々的に公開して犯人逮捕に結びつける情報提供を呼びかけながら捜査を進行させていくものを劇場型捜査と呼ぶ場合もある。吉展ちゃん誘拐殺人事件、松山ホステス殺害事件の福田和子逮捕、リンゼイ・アン・ホーカー殺害事件の市橋達也逮捕、オウム真理教事件の高橋克也逮捕などの例がある。

## フィクションにおける劇場型犯罪
劇場型犯罪は、人々を惹きつけやすいという点から、しばしばサスペンスやミステリーなどのフィクション作品の題材となる。
- 「少年探偵団シリーズ」
- 「太陽を盗んだ男」
- 「金田一少年の事件簿」
- 「誘拐」
- 「機動警察パトレイバー 2 the Movie」
- 「攻殻機動隊 STAND ALONE COMPLEX 」『笑い男事件』
- 「攻殻機動隊 S.A.C. 2nd GIG」
- 「東のエデン」
- 「模倣犯」
- 「犯人に告ぐ」
- 「ダークナイト」
- 「アンフェア」
- 「大誘拐」
- 「Op.ローズダスト」
- 「オールド・テロリスト」
- 「残響のテロル」